# Temnora camerounensis
Temnora camerounensis là một loài bướm đêm thuộc họ Sphingidae. Loài này có ở Cameroon, Gabon, Cộng hòa Trung Phi, Cộng hòa Dân chủ Congo, Uganda và Nigeria.
Nó gần giống loài Temnora rattrayi rattrayi.